# Pellionia latifolia
Pellionia latifolia är en nässelväxtart som först beskrevs av Carl Ludwig von Blume, och fick sitt nu gällande namn av Boerlage. Pellionia latifolia ingår i släktet Pellionia och familjen nässelväxter. Inga underarter finns listade i Catalogue of Life.